# Párga
Párga (görögül: Πάργα, IPA: [ˈpaɾɣa]) város és község Préveza prefektúra északnyugati részén, Epiruszban, Görögország északnyugati részén, a Jón-tenger partján, Préveza és Igumeníca városai között. Természeti környezetéről ismert üdülőváros. A község székhelye Kanallaki.

## Községként
A jelenlegi Párga a 2011-es önkormányzati reform során jött létre Fanari és Párga, a két korábbi község egyesülésével, amelyek önkormányzati egységgé váltak:
A község területe 274,796, az önkormányzati egységé pedig 68,903 km².

## Története
Az ókorban a területet a theszprotaiak görög törzse lakta. Mükénéi tholoszokat fedeztek fel Párga környékén. A késő hellenisztikus korban itt volt Torine ősi városa. Nevét tengerpartja formájának köszönheti (görögül: Τορύνη = merőkanál).
Magát Párgát 1318-ban említik először; a név nagy valószínűséggel szláv eredetű. Két évvel később a várost és a cukornádültetvények bevételét Nikolasz Ors(z)ini, Epirusz despotája sikertelenül ajánlotta fel a Velencei Köztársaságnak a Bizánci Birodalom elleni segítségért cserébe. Az 1338/39-es III. Andronikosz bizánci császár elleni, epirotuszi lázadás során Párga hűséges maradt a császárhoz. A várost az 1390-es években John Spata, artai albán uralkodó irányította. Vonko, szintén Velence vazallusa Fanariban, ekkor Párga kormányzója volt. Spata halála után 1400-ban megpróbált saját hűbérbirtokot létrehozni. A városlakók zsarnoknak tartották, megdöntötték és védelmet kértek Velencétől.
A város 1401-ben velencei ellenőrzés alá került, és Korfu, a lagúnaköztársaság birtokának szárazföldi exklávéjaként kezelték, egy kasztellán alatt. Az oszmán támadások különösen a 15. század közepén voltak súlyosak, mivel a szenátus 1454-ben 10 éves adómentességet adott a város polgárainak. 1496-ban egy romanita zsidó közösséget jegyeztek fel a velencei uralom alatt lévő Párgában.
A 16. században Párga a Velencei Köztársaság része volt a tengerparti Epiruszban. 1570-ben az Emmanuel Mormoris vezette oszmánellenes lázadók, akiknek ideiglenesen sikerült megdönteniük az oszmán uralmat Epirusz partmenti területein, Párgát használták hadműveleti bázisként. A velencei ellenőrzés alatt álló város ebben az időszakban gyakori tulajdoni konfliktusban volt a szomszédos, oszmánok által ellenőrzött Margaritival, és állandó portyázások célpontja volt. A súrlódások oka a velenceiek és a margariti albán bégek ellentétes érdekei voltak, amelyek a Párga városa és a szárazföld közötti mezőgazdasági terület ellenőrzésére irányultak. Egy ilyen támadást a tengerparti kikötő ellen 1558-ban az egykori keresztény szpáhi Agia (ma Párga község része) és a falu helyi lakosai szerveztek, akik velencei jelentések szerint naponta zaklatták Párgát. A két frakció viszonya a politikai érdekek függvényében ingadozott. A velencei flotta általános parancsnoka, Sebastiano Vernier († 1578) előnyben részesítette a Margariti lakosaival folytatott konfliktuskezelés óvatos politikáját, valamint a Velencéhez hűséges albánokkal való baráti kapcsolatokat, akik magát Párga környékét irányították. A 17. században kapcsolataik megromlottak, és Párga gyakori célpontja volt a margariti bégek támadásainak, különösen 1640–42-ben. Ez alatt a két év alatt Velence képviselője (bailo) az oszmán udvarban hivatalos tiltakozást nyújtott be Margariti a velencei Párga elleni támadásai miatt.
Az oszmán uralom alatt Epiruszban Párga lakói folyamatosan támogatták a görög forradalmi tevékenységet, s annak rövid időszakaitól eltekintve a város velencei kézen maradt egészen a Velencei Köztársaság 1797-es bukásáig. Ezután Franciaországhoz került. Ahogy Franciaország viszonya Ali pasával megromlott a szárazföldi Párga exklávéjával szembeni ambíciói miatt, a franciák kétszer is fontolgatták, hogy albán ezredük embereit bevetik a szárazföld ellen, de ezekből a tervekből nem lett semmi. Párga politikai életének vezető alakja ebben az átmeneti időszakban Hasan Çapari, Ali pasa erős ellenfele és a közeli Margaritiból származó igen gazdag földbirtokos volt, aki 1807-ben orosz támogatást kért, azt állítva, hogy a Királyi Haditengerészet „zaklatja a város lakóit". 1812-ben a szomszédos Párgához tartozó Agia települést Daut bég oszmán tábornok, Ali pasa unokaöccse foglalta el. Ezután lemészárolta és rabszolgává tette a helyi lakosságot. Daut a következő, Párga elleni ostrom során meghalt. 1815-ben, amikor a franciák szerencsecsillaga letűnt, Párga polgárai fellázadtak a francia uralom ellen, és a britek védelmét kérték, akik1819-ben átengedték a város irányítását Ali joanninai pasának (Francesco Hayez: A párgai menekültek című festményének témája) pénzbeli elszámolás fejében, majd később teljesen oszmán uralom alá került. Ez a döntés rendkívül népszerűtlen volt Párga lakossága körében, amelyet túlnyomórészt görögök laktak és rendkívül velencebarát település volt. Párga ezután nem nyújtott menedéket Klephts és Szouliotesz számára, és lakosai közül sokan a közeli Korfura költöztek, ahelyett, hogy oszmán uralom alatt éltek volna. Így Párgát a britek távozása és 1819-ben Ali pasának való átadása után a lakosság teljesen elhagyta. Ali pasa helyi albán telepeseket hozott Chameriából, hogy újra benépesítse Párgát. 1830-ban Kutahi pasa oszmán tábornok a régió uralmának és jogi helyzetének helyreállítására tett kísérletében meghívta Párga lakosságát, hogy térjenek vissza szülőföldjükre.
A görög szabadságharc első évében (1821) a párgai oszmán helyőrséget sikertelenül megtámadta a szulióták és a helyi diaszpóra emberei. 1831-ben néhány peloponnészoszi muszlim menekült családot Párgába telepített Reşid Mehmed pasa. A görög alkonzul 1877-es jelentése szerint Párgában 365 keresztény és 180 muszlim család élt. 1877-ben a görög volt az uralkodó nyelv, mivel még a helyi muszlimok is beszéltek görögül, míg néhányan albánul is. A 20. század elején az albán ajkúakon kívül a párgai muszlimok jelentős része görögül beszélő és romani volt, akik közül sokan az 1821-es görög szabadságharc után Dél-Görögországból vándoroltak a területre Az oszmán uralom Párgában és Epirusz többi részén 1913-ban, Görögország balkáni háborúkban aratott győzelme után véget ért, és a város Görögország része lett. A Görögország és Törökország közötti lakosságcsere eredményeként Görögország 1924 novemberében 1500 albán ajkú muszlimot szállítottak Törökországba Párgából mint nem albán származásúakat. A párgai muszlimok 1913-ban megszerezték az oszmán állampolgárságot, de később lemondtak róla. Ennek alapján a görög kormány töröknek tekintette őket. A tiltakozások eredményeként a Nemzetek Szövetsége alá tartozó Vegyes Bizottság alakult Görögország és Albánia képviselőiből. 1926. február 2-án Qenan Mesare albán képviselő tiltakozott a Chameria régióból Törökországba való kényszerű áttelepítések, a cham közösség életkörülményeinek romlása ellen, és külön utalt Párgára, ahonnan Törökország a többséget áthelyezte. 1927-ben egy 20 muzulmán családból álló csoport petíciót nyújtott be tervezett cseréjük érvénytelenítésére. Ez a kis csoport végül a Népszövetség közvetítésével Párgában maradhatott, ami „nem cserélhetővé” tette státusukat.

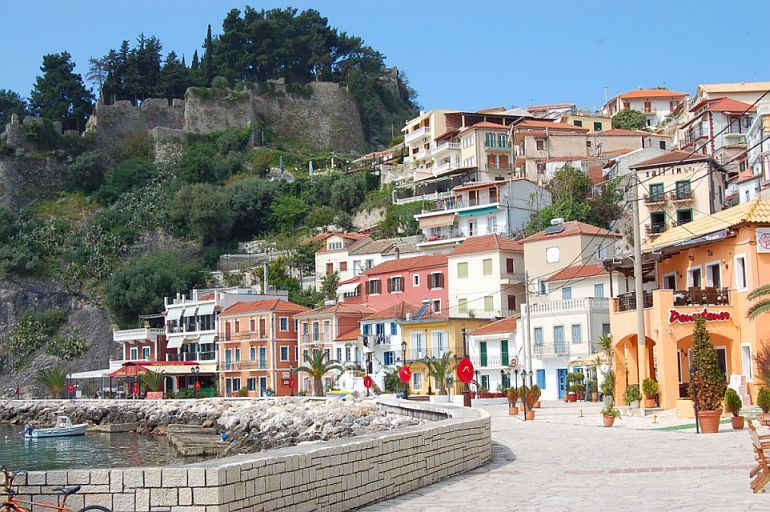
Hagyományos házak Párgában

Görögország tengelyhatalmak általi megszállása idején, 1943 augusztusában Párga az „Augustus” nevű német gerillaellenes hadművelet célpontja lett. A Wehrmacht egységeit aktívan segítették az olasz hadsereg egységei és a fegyveres Cham albán csoportok Nuri Dino, Mazar Dino és Abdul Qasim vezetésével. 1943. augusztus 10-én a Nemzeti Köztársasági Görög Liga (EDES) és a Cham Balli Kombëtar (BK) találkozót tartott Párgában, amelyen a két szervezet képviselői is részt vettek, köztük a Mazar Dino. Az EDES kérte a cham egységek lefegyverzését, és tevékenységük EDES parancsnokság alá történő átadását. Ezeket a követeléseket a Cham BK elutasította. A Brit Szövetséges Parancsnokság parancsára az EDES hadműveleteket hajtott végre Párga partjainál. A régió ellenőrzése létfontosságú volt logisztikai okokból. 1944. június 28-án az EDES elfoglalta a falut, és megölt 52 albánt. A következő hónapban a baloldali Nemzeti Felszabadítási Front (EAM) 40 helyi muszlimot letartóztatott és kivégezte őket. A muszlim közösség megmaradt tagjait az EDES egységei mentették meg. Általánosságban elmondható, hogy 1944 nyarán-őszén az erőszakos események meglehetősen korlátozottak voltak, és a polgári muszlim közösséget nem találták veszélyben. A németek visszavonulását eredményező konfliktusok során a Párga körüli tengelycsapatok a cham egységek fegyveres támogatását élvezték. A háború végén a megmaradt muszlim csámok Albániába menekültek. Az albán nyelvet még ma is beszélik a település lakóinak egy része, amely sokkal szélesebb területet foglal magában, mint maga Párga közvetlen közelében. A Fanari-síkság településein még mindig beszélik az albánt, míg néhány településen, mint Anthousa és Kanallaki, a szuliotikus albán legközelebbi létező változatait még a modern időkben is kevesen beszélik.
Különféle kulturális és oktatási alapítványokat hoztak létre Párgában neves helyiek, például Athanasios Deskas hagyatéka miatt. A modern város általában véve megőrzi hagyományos építészeti jegyeit.

## Párga vára

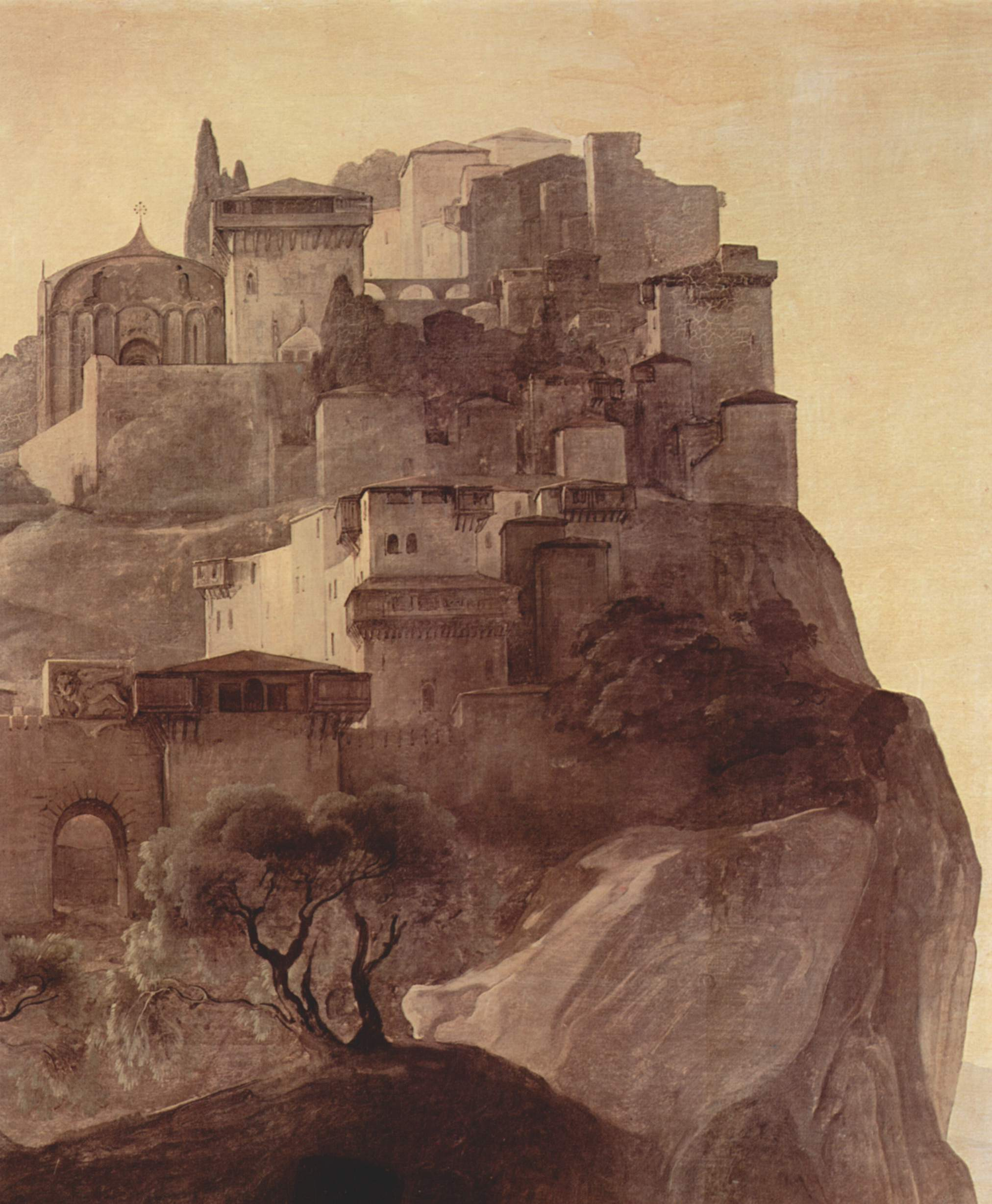
A kastély ábrázolása Francesco Hayez (1791–1882) festménye alapján

A kastély a városra néző domb tetején található, és a város védelmére szolgált a szárazföld és a tenger felől érkező inváziók ellen. Eredetileg a 11. században építették Párga lakói, hogy megvédjék városukat a kalózoktól és az oszmánoktól. A 13. században, ahogy a velenceiek egyre nagyobb mértékben birtokolták a területet, újjáépítették a várat, hogy megerősítsék a területet. 1452-ben Párgát és a várat két évre elfoglalták az oszmánok; a kastély egy részét ekkor bontották le. 1537-ben Hayreddin Barbarossa oszmán admirális felgyújtatta és leromboltatta az erődöt és a benne lévő házakat.
Mielőtt a velenceiek 1572-ben újjáépítették a várat, a törökök még egyszer lerombolták. A velenceiek harmadszor és utoljára újjáépítették, és erősebb erődöt hoztak létre, amely 1819-ig bevehetetlen maradt, különösen Ali joanninai pasa támadásai ellenére. A vár felszerelését két Valtos és Pogonia öblön keresztül szállították. Amikor Párgát eladták az oszmánoknak, Ali pasa szerkezeti kiegészítéseket végzett a kastélyban, beleértve a törökfürdőt és a háremnegyedet, amelyet az erőd tetején építtetett. A várbejárat falánál lévő boltíves kapun Agiosz Markosz szárnyas oroszlánja látható. A bejárat további részletei közé tartozik az „ANTONIO BERVASS 1764” név, Ali pasa emblémái, kétfejű sasok és a kapcsolódó feliratok.

## Földrajz

Párga 360 fokos panorámaképe a mólóról

Az amfiteátrumra épült Párga városa Preveza és Igumeníca hegyvidéki tengerparti régiója között helyezkedik el. „Epirusz menyasszonyaként” ismert. Nyáron Paxoszból, Antipaxoszból és Korfuról érkeznek turisták hajóval.

### Strandok
Párga turisták ezreit vonzza. A közelben Valtosz, Kryoneri, Piszo Kryoneri, Lihnosz, Szarakiniko és Ai Giannaki strandok találhatók.

#### Valtos Beach
A Valtos Beach Párga egyik leghosszabb strandja. A párgai vár közelében található. Tiszta vize és a városhoz való közelsége miatt sok turistát vonz. Az ugyanazon a strandon található Kastro Point kiváló szörfözési feltételei miatt népszerű a szörfösök körében. Azonban a szükséges készségszint magas, és a hely a legmegfelelőbb a haladó szörfösök számára.

#### Lihnosz strand
A Lichnos Beach, Párga egyik strandja, Görögország nyugati részén található 3 km-re Párgától és Spreadtól kéthektáros területen.

#### Agiosz Szosztisz strand
Az Agiosz Szosztisz egy kis strand Anthussza falu északnyugati oldalán. A közelben áll egy kis templom, amely a 14. században épült.

#### Szarakiniko strand
A Szarakiniko egy jól ismert strand, Agia falu nyugati oldalán található, egy kis folyó és olajfák közelében, kb. 12 km-re a városközponttól. Kis hajók kötik össze a strandot Párga kikötőjével.

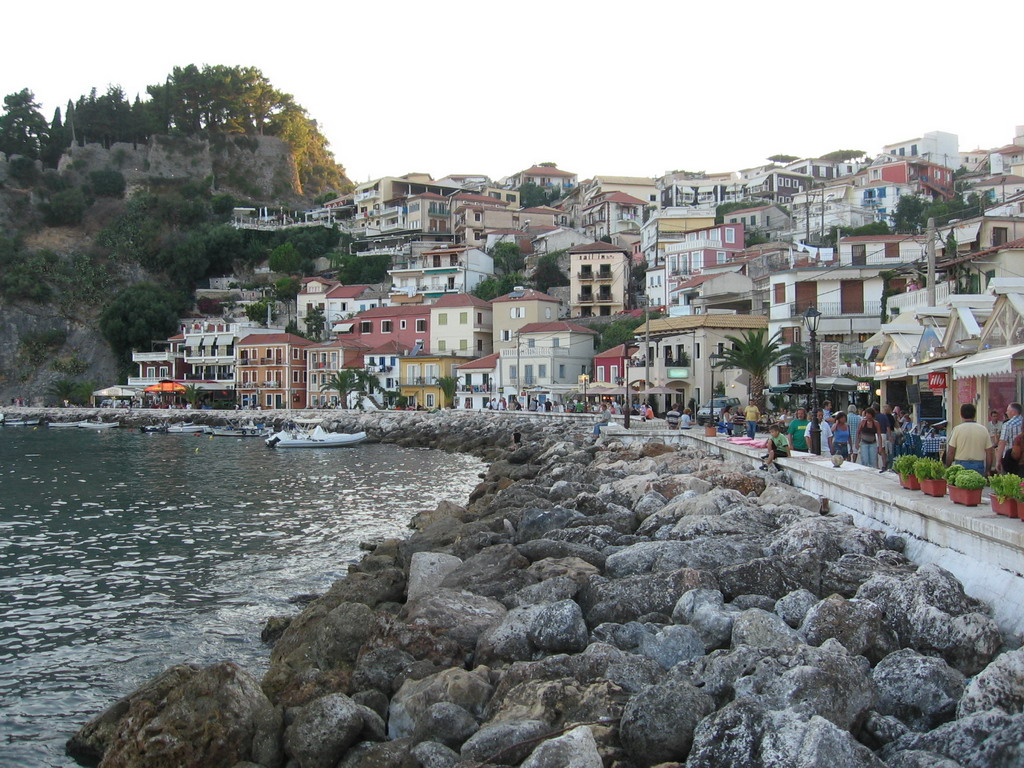
Kilátás a tengerpartra
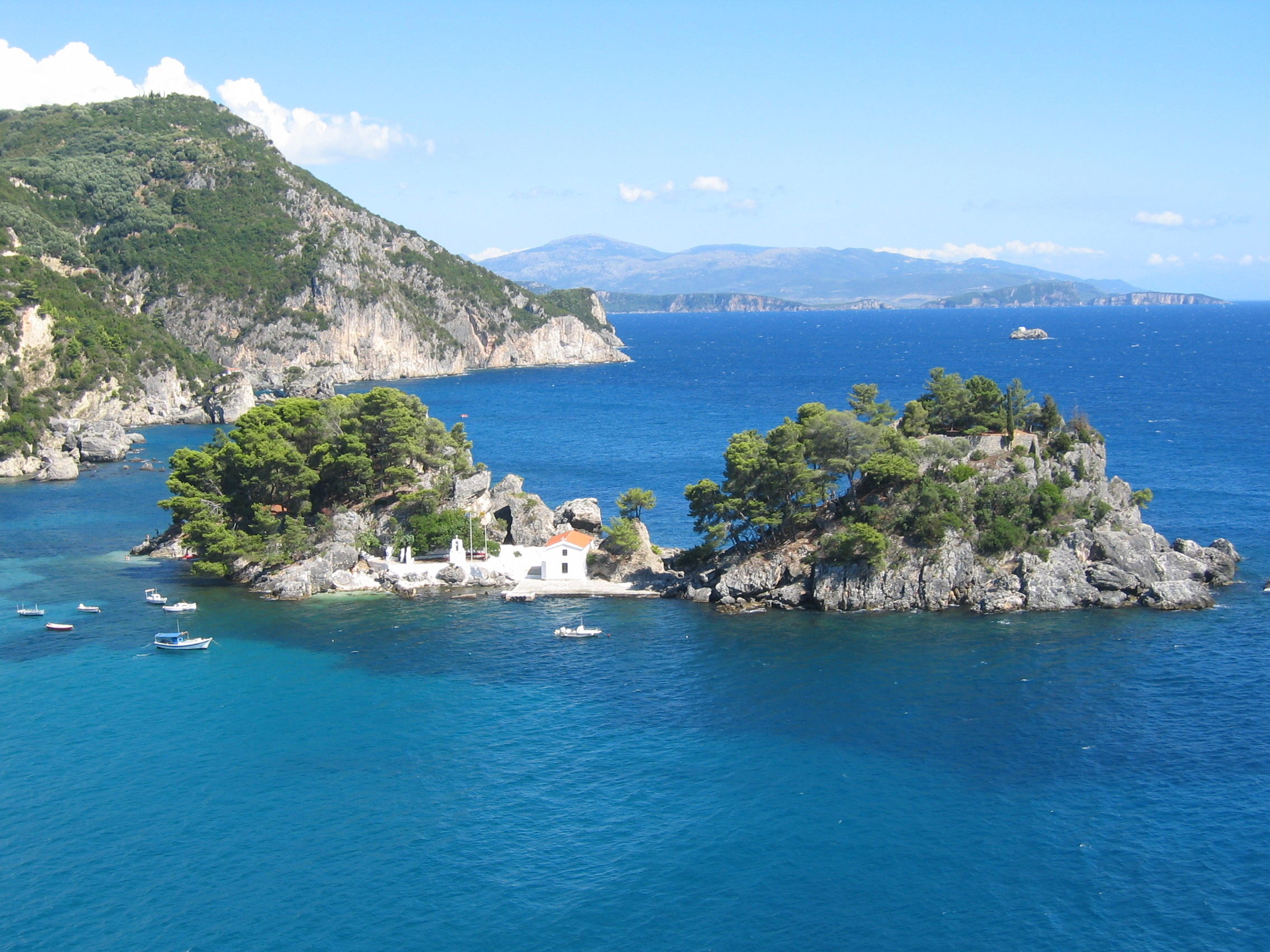
Panagia szigete Párga partjainál
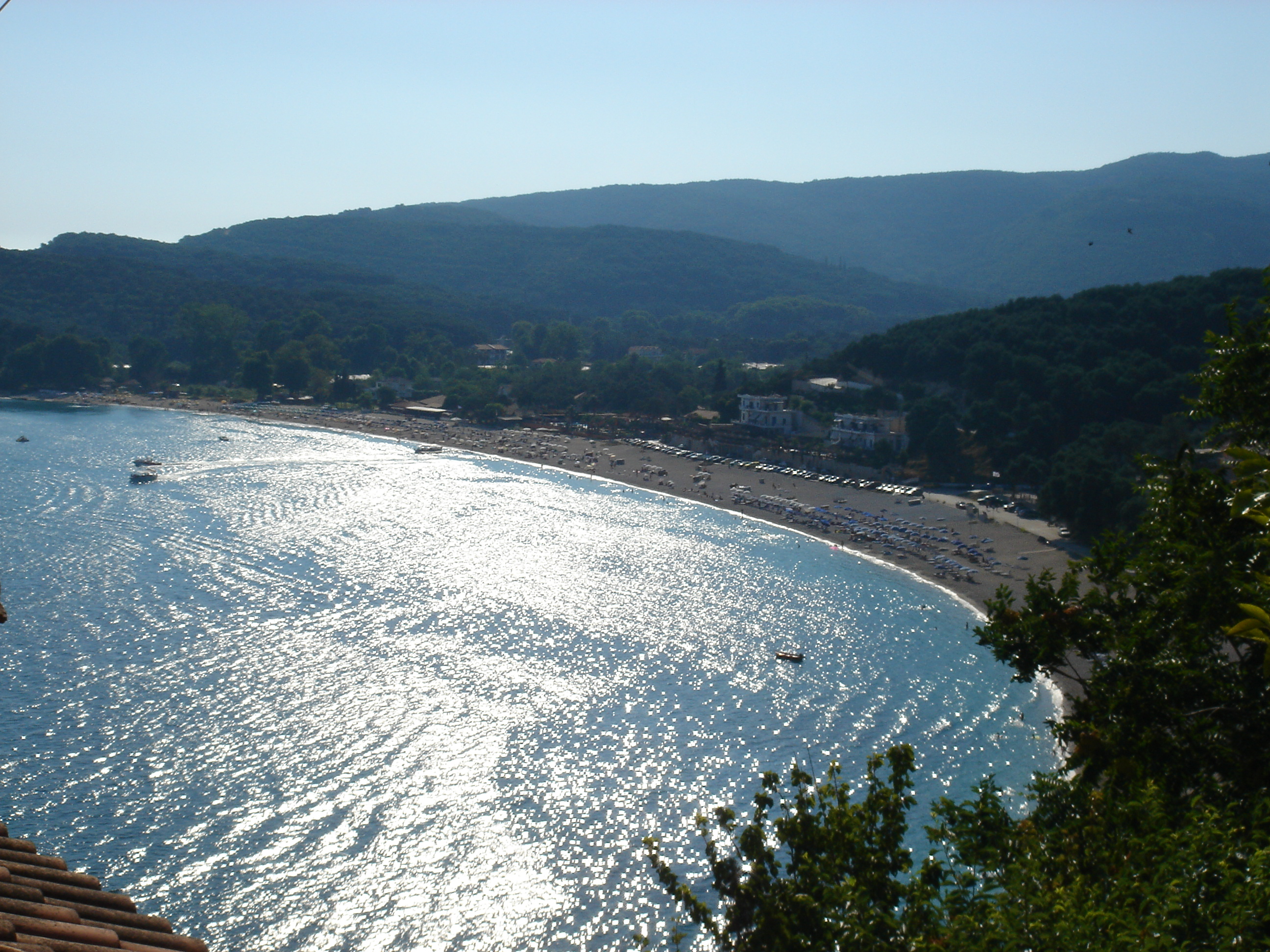
A Valtosz strand
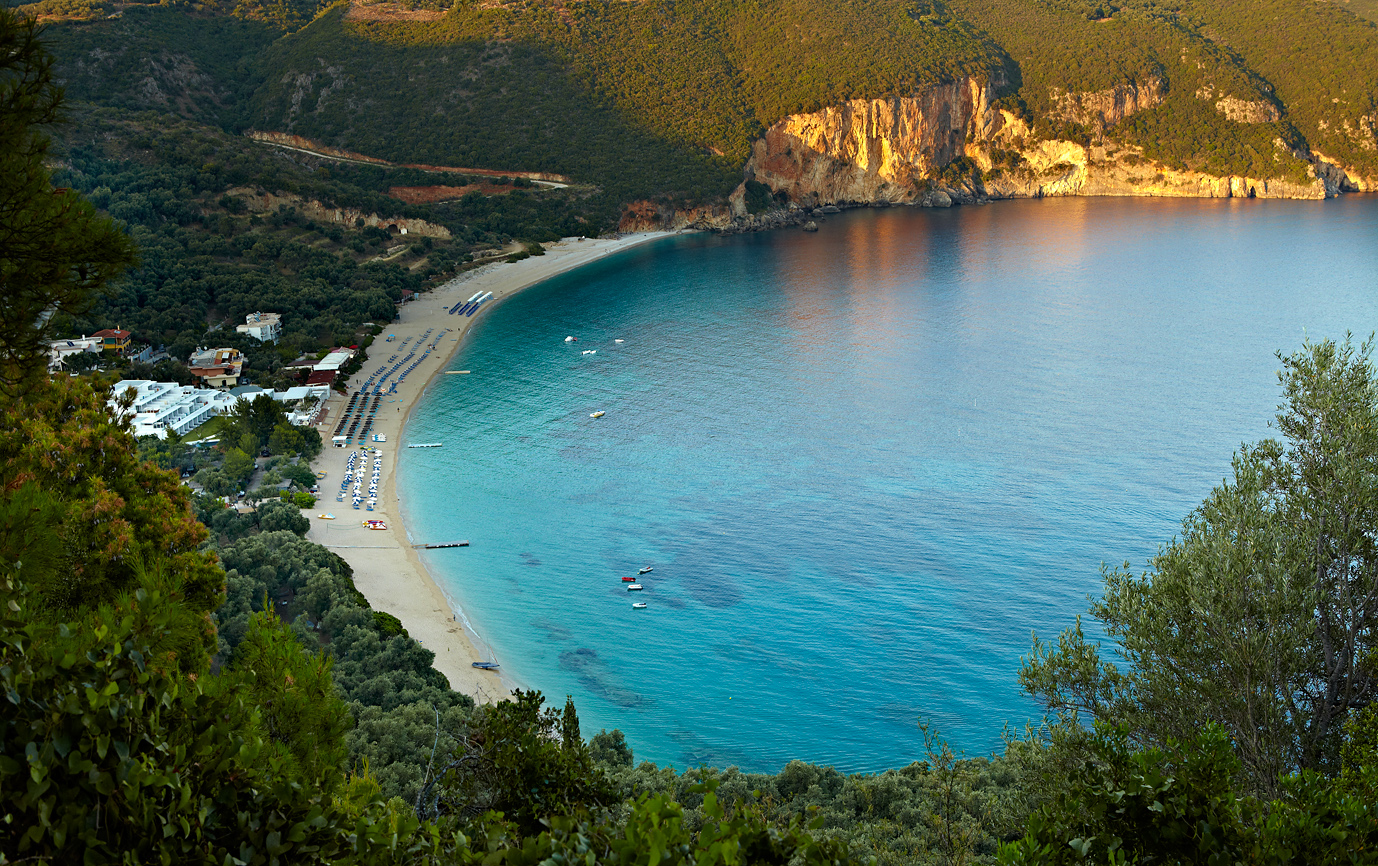
A Lihnosz strand

### Éghajlata
Párgának meleg nyári mediterrán éghajlata van (Köppen Csa). A csapadék főként a téli hónapokban hullik, nyáron kevés. A városban enyhe tél és forró, száraz nyár van. Az éves átlaghőmérséklet 16,5 °C évente körülbelül 1219 mm csapadékkal.

## Közlekedése
Párga városa közvetlen elővárosi buszokkal (KTEL) közlekedik más görög városokba, mint például Igumeníca és Preveza. Athénnal, Szalonikivel és Ioanninával is vannak közvetett kapcsolatok.
A Párgába érkező turisták Aktióból (65 km) szezonális közvetlen járatokkal, amelyek Pargát Athénnal, Szalonikivel és más belföldi és nemzetközi célállomásokkal kötik össze. A turisták Ioannina és Korfu repülőterén keresztül is érkezhetnek.
Párga 10 km-re az  országúttól és 34 km-re az  országos autópályától fekszik.

## Önkormányzati kerületek
- Agia (Agia, Sarakiniko)
- Anthousa (Anthousa, Trikorfo)
- Livadari (Livadari, Vryses)
- Párga (Párga, Agia Kyriaki, Agiosz Georgiosz, Marasz, Kryszogiali)

## A népesség alakulása
| Év   | Város | Önkormányzati egység | Község |
| ---- | ----- | -------------------- | ------ |
| 1981 | 1892  | -                    | -      |
| 1991 | 1699  | 3569                 | -      |
| 2001 | 2432  | 4033                 | -      |
| 2011 | 2415  | 3904                 | 11 866 |

## Nevezetes emberek
- Pargali Ibrahim pasa (1493–1536), nagyvezír az Oszmán Birodalomban
- Andreasz Idromenosz (1764–1843), tudós[54]
- Panagiotisz Aravantinosz (1811–1870), történész és tudós
- Joánisz Dimoulicasz, a görög függetlenségi háború harcosa
- Tusz (1986 óta), görög rapper

## Fordítás
- Ez a szócikk részben vagy egészben  a   Parga című angol Wikipédia-szócikk ezen változatának fordításán alapul.  Az eredeti cikk szerkesztőit annak laptörténete sorolja fel. Ez a jelzés csupán a megfogalmazás eredetét és a szerzői jogokat jelzi, nem szolgál a cikkben szereplő információk forrásmegjelöléseként.